# Jakob Friedrich Sautter
Jakob Friedrich Sautter (* 5. März 1860 in Hundersingen bei Münsingen; † 29. Mai 1913 ebenda) war ein deutscher Kaufmann und autodidaktisch tätiger Ausgräber, der auf der Schwäbischen Alb zahlreiche Hügelgräber aus der mittleren Bronzezeit (um 1400 v. Chr.) und der Hallstattzeit (nach etwa 800 v. Chr.) untersuchte.

## Leben
Das Einzelkind des gleichnamigen Schuhmachermeisters und Totengräbers mit dessen aus der Schweiz stammenden Frau Gottliebin, geb. Meister, musste schon früh den Schulbesuch abbrechen und ohne jegliche Berufsausbildung zum Familienunterhalt beitragen. Gemeinsam mit seiner Verlobten Christiane Barbara Gebhardt aus Hundersingen suchten beide ab Juni 1890 in New York Fuß zu fassen, kehrten jedoch nach zwei Jahren zurück und heirateten. Fünf Geburten im Jahrzehnt nach 1893 und die Unterstützung des bedürftigen alten Großvaters überforderten die wirtschaftlichen Möglichkeiten der jungen Familie, so dass die Heimatgemeinde anfangs 1900, als auch die Existenzversuche als fahrender Kaufmann und mit einem Dorfladen gescheitert waren, mit Lebensmitteln aushelfen musste.
Vermutlich durch Grabhügeluntersuchungen von Johannes Dorn, einem Landwirt von der Haid bei Engstingen angeregt, erkannte Sautter darin eine Einkommensmöglichkeit auch für sich. Gleich am ersten Tag seiner neuen Berufung, im Auftrag des 'Königlichen Landes-Konservatoriums' Grabhügel zu untersuchen, entdeckte er einen Tontopf mit 885 Silberhellern des 14. Jahrhunderts, den er umgehend zu verkaufen suchte. Vermutlich auch durch dieses Omen bestärkt, untersuchte er nach eigener Angabe in den folgenden zwei Jahren 93 Grabhügel aus allen Abschnitten der Bronze- und Hallstattzeit auf der Alb. Allerdings regelte bereits seit Juli 1901 eine Anweisung des Königlichen Ministeriums die archäologischen Grabungs- und Verkaufsmöglichkeiten derart, dass Sautter auch mit anhaltendem Fleiß und zunehmendem Können kein auskömmliches Einkommen erreichte.
Jakob Friedrich Sautter verstarb 53-jährig am 29. Mai 1913 in seinem Geburtsort, verarmt und daher ohne ärztliche Behandlung, an einem Infekt von einer Grabung in Cannstatt.

## Funde
Der wohl älteste Bericht der Erkundung eines Grabhügels im Königreich Württemberg stammt von 1580. Doch erst Ende des 19. Jahrhunderts suchten Archäologen und Laien - insbesondere Pastoren und Lehrer - solche Grablegen, und darin nach Beigaben aus Bronze, Eisen, Keramik oder anderem erhalten Gebliebenem. So wurden bis um 1950 auf den etwa 10.000 Quadratkilometern von Württemberg und Hohenzollern  knapp 7.000 - im Schwäbischen „Burren“ genannte - Grabhügel  aus der Mittleren Bronzezeit um 1400 v. Chr. und der Hallstattzeit nach etwa 750 v. Chr. bekannt. Die allermeisten sind verflacht, einige als archäologische Denkmale kartiert, wenige sehenswert hergerichtet.
Sautter erkannte an mehr als 150 Grabhügeln mehr als 650 Bestattungen. Die von ihm geborgenen insgesamt 844 Beigaben, die fast 10 % des überlieferten Gesamtbestandes aller dinglichen Hinterlassenschaften der Hügelgräberbronzezeit ausmachen, sind grundlegend, auch wenn zwischenzeitlich etliche dieser Relikte verloren gingen und Sautters Tätigkeit kritisiert wurde.

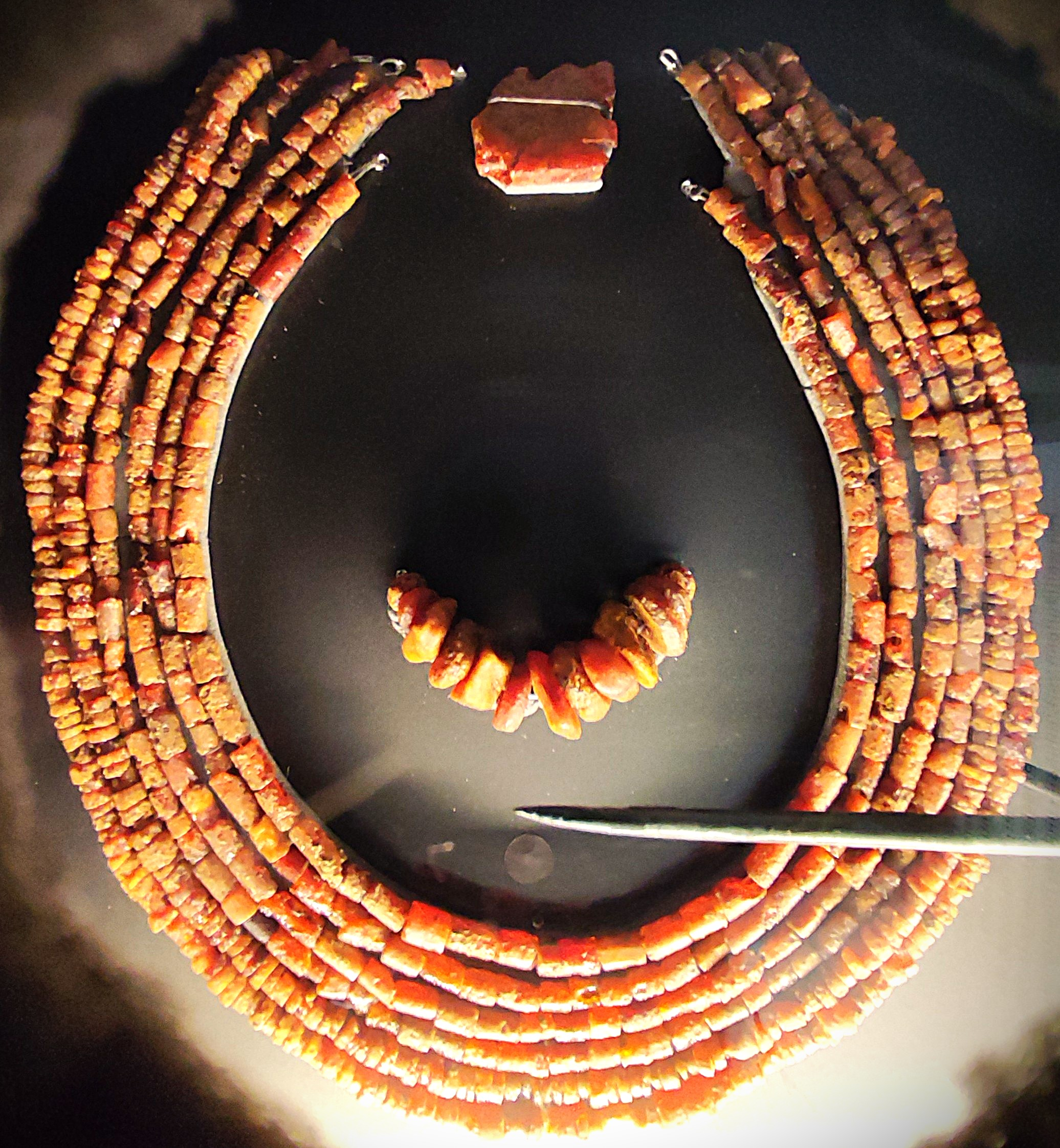
Rekonstruierte Kette von etwa 1000 durchlochten Bernsteinen aus Frauengrab, Hügel 14, Weidenhang, Münsingen-Hundersingen; mittlere Bronzezeit, 1400–1300 v. Chr.

Mit zunehmenden Kenntnissen dokumentierte Sautter die anzunehmenden Zeitstellungen der oft mehreren Bestattungen im selben Hügel und die Fundlagen der Beigaben genauer, beispielsweise eines gut erhaltenen Schwertes aus einem mittelbronzezeitlichen Hügel mit elf Gräbern nahe Zwiefalten-Upflamör, oder eines Hals-Kolliers, von dem sich an einer der 35 Bestattungen im 1908/10 von Sautter geöffneten Grabhügel im 'Weidenhang' bei Hundersingen gut 1000 gelochte Bernsteinperlen erhalten hatten.
Aus der frühkeltischen Hallstattzeit um etwa 800 bis 620 v. Chr. untersuchte Sautter beispielsweise Ende 1907 bei Münsingen-Dottingen eine Nekropole von 34 Grabhügeln. Er konnte daraus unter anderem einige, noch ohne Töpferscheibe aufgebaute Keramiken mit regionaltypischen Ritz- und Stempelverzierungen bergen.
Die Arten, Riten und Beigaben der Gabhügelbestattungen hatten sich in den Metallzeiten mehrmals verändert. Sautter beerdigte aufgefundenen Leichenbrand und die meisten Skelettreste nahebei und leitete eher wenig Material zur damals üblichen anthropologischen Beurteilung weiter. Andererseits beklagte er bereits 1907 die Vernichtung der prähistorischen Grabhügel auf der Rauhen Alb und trug damit vermutlich zu weiteren Ermächtigungen der akademischen Archäologie bei. Angesichts der Popularisierung des eisenzeitlichen 'Keltenland Baden-Württemberg' mit zum Beispiel dem Keltenmuseum Hochdorf oder dem Hohmichele wirken die wesentlich älteren Relikte der bronzezeitlichen Mittleren Alb-Gruppe zwischen Balingen, Laichingen, Donau und Albtrauf nun etwas vernachlässigt. Die Schausammlung Wahre Schätze im Stuttgarter Landesmuseum Württemberg jedoch präsentiert und erklärt das Fundspektrum der gesamten württembergischen „Hügelgräberzeit“ eindrücklich.